# Parasite (DC Comics)
Parasite is een fictieve superschurk uit de strips van DC Comics. Hij is vooral een vijand van Superman. Het personage maakte zijn debuut in Action Comics #340 (augustus 1966).
Het alter ego Parasite is door verschillende mensen gebruikt. In alle gevallen heeft Parasite de gave om de energie en kennis van eenieder die hij aanraakt te absorberen. Zijn voornaamste plan is dan ook dit tegen Superman te gebruiken en zo diens krachten te stelen.

## Versies

### Raymond Maxwell Jensen
De originele Parasite. Hij deed mee in de Silver Age-versies van de Supermanstrips.
Raymond Maxwell Jensen was een laaggeschoolde man die een baan kreeg als schoonmaker bij een onderzoekscentrum. Toen hij vond dat hij te weinig betaald kreeg, ging hij op zoek naar de loonstrookjes van het bedrijf. Hierbij opende hij een container en werd bedolven onder biologische afvalstoffen. Deze afvalstoffen waren giftige materialen die Superman had gevonden in de ruimte. De blootstelling aan het spul veranderde Jensen in een paars wezen dat zichzelf Parasite ging noemen. Hij ontdekte dat hij nu de energie van anderen kon absorberen door ze slechts aan te raken.
Parasite gebruikte deze nieuwe gaven voor zijn eigen criminele doeleinden. Hij vocht een aantal keer met Superman, maar was niet in staat diens volledige kracht te absorberen. Parasite was op de hoogte van Supermans alter ego, en probeerde dit geregeld tegen hem te gebruiken.
Deze versie van Parasite werd uit de serie geschreven in het verhaal Crisis on Infinite Earths.

### Rudy Jones
Rudy Jones was een conciërge in een S.T.A.R. Labs-fabriek in Pittsburgh. Hij werd op dezelfde manier als Raymond Parasite nadat hij op aandringen van Darkseid (die wist wat er zou gebeuren) een container met het afval opende. Rudy veranderde in een groengekleurde versie van Parasite. Deze versie van Parasite moest zelfs energie absorberen van anderen om in leven te blijven.
Deze Parasite bevocht eveneens meerdere malen Superman. Ook probeerden dokters hem weer normaal te maken, maar zonder succes. Het enige dat ze bereikten was dat Parasites huid paars werd. Tijdens een gevecht met Superman op de maan absorbeerde Parasite een grote hoeveelheid energie uit Supermans laserstralen. Dit veranderde hem in een monsterlijke vorm met bloedzuigerachtige tanden. Tevens versterkte het Rudy’s absorptiekrachten.
Toen Parasite energie van een wetenschapper genaamd Dr. Torval Freeman absorbeerde, nam zijn intelligentie fors toe. Dit maakte Parasite tot een nog gevaarlijkere schurk dan hij al was.
Parasites laatste plan om Superman te verslaan vond plaats begin 2000. Hij ontvoerde Lois Lane en nam haar plaats in om zo Superman emotioneel te verzwakken en van zijn krachten te ontdoen. Hij werd ontmaskerd, maar tegen die tijd had hij al veel van Supermans energie overgenomen. Zonder dat Superman en Parasite het wisten was Superman ook langzaam het slachtoffer aan het worden van Kryptonietvergiftiging. Parasite absorbeerde onbedoeld deze vergiftiging, en stierf aan de gevolgen.

### Alex and Alexandra Allston
Recentelijk doken twee nieuwe Parasites op: een groene en een paarse. Deze Parasites waren de tieners Alex en Alexandra, die wraak wilden op de mensen die hun leven hadden verziekt. Alex kwam al snel om bij een aanval van een OMAC. Zijn zus Alexandra voegde zich bij de Secret Society of Super Villains onder bevel van Lex Luthor.

## In andere media
- Parasites debuut buiten de strips was in de animatieserie The New Adventures of Superman.

- Parasite deed eveneens mee in de serie Superman: The Animated Series, waarin Brion James zijn stem deed. Deze Parasite was de Rudy Jones-versie, en hij werd op dezelfde manier als in de strips Parasite. Deze versie van Parasite deed ook mee in de series Justice League en Justice League Unlimited.

- Hoewl Parasite zelf niet meedeed in de serie Smallville, dook in deze serie wel een personage met ongeveer dezelfde krachten als hij op. Dit was Eric Summers (gespeeld door Shawn Ashmore).